# Nicholas J. Rusch
Nicholas Johann Rusch (* 16. Februar 1822 in Sankt Michaelisdonn, Herzogtum Holstein; † 22. September 1864 in Vicksburg, Mississippi) war ein US-amerikanischer Politiker. Zwischen 1860 und 1862 war er Vizegouverneur des Bundesstaates Iowa.

## Werdegang
Nicholas Rusch besuchte die öffentlichen Schulen seiner Heimat und studierte danach an der Christian-Albrechts-Universität in Kiel. Im Jahr 1847 wanderte er nach Amerika aus, wo er sich auf einer Farm im Scott County in Iowa niederließ. In den 1850er Jahren wurde er Mitglied der neu gegründeten Republikanischen Partei. 1857 wurde er in den Senat von Iowa gewählt, wo er sich vor allem um die Alkoholgesetzgebung und die Belange deutscher Einwanderer kümmerte.
Im Jahr 1860 wurde Rusch an der Seite von Samuel Jordan Kirkwood zum Vizegouverneur von Iowa gewählt. Dieses Amt bekleidete er zwischen 1860 und 1862. Dabei war er Stellvertreter des Gouverneurs und Vorsitzender des Staatssenats. Danach wurde er vom Gouverneur zum Einwanderungsbeauftragten des Staates ernannt. In dieser Eigenschaft war er zehn Monate lang in New York City, wo er vor allem unter den deutschen Immigranten Werbung für den Staat Iowa betrieb, mit dem Ziel, möglichst viele zu einem Umzug zu bewegen. Wegen des Bürgerkrieges ließ die Einwanderungswelle vorübergehend nach und Rusch kehrte nach Iowa zurück.
Er schloss sich als Hauptmann dem Heer der Union an und diente im Sommer 1864 in Vicksburg. Dort entwickelte er eine Strategie zum Schutz der Unionsschiffe auf dem Mississippi vor Angriffen der Konföderierten. Zu diesem Zweck sollten bewaffnete Holzfäller entlang des Flusses stationiert werden, die einerseits die Dampfschiffe mit Brennmaterial versorgen und gleichzeitig Angriffe auf die Schiffe abwehren sollten. Rusch ging erneut nach New York, um Holzfäller für diesen Zweck anzuheuern. Kurz nach seiner Rückkehr nach Vicksburg starb er am 22. September 1864 überraschend, ohne dass sein Plan verwirklicht werden konnte.